# Melchy Obiang
Pour les articles homonymes, voir Obiang.
Melchissedec Obiang Zue dit Melchy Obiang est un réalisateur gabonais, né le 18 juin 1974 à Bitam au Gabon.

## Biographie
Melchissedec Obiang Zue a commencé sa carrière professionnelle dans la santé, avant de se lancer dans la réalisation de clip vidéos. Il intègre la chaîne de télé TV+ avec qui il lance son tout premier court métrage Kongossa.
Le 23 février 2018, il est nommé Conseiller Chargé de la Promotion des Industries Culturelles et de la Cinématographie du ministre de la Communication, de l’Économie Numérique, de la Culture, des Arts et Traditions, chargé de l’Éducation Populaire et de l’Instruction Civique, Alain-Claude Bilie-By-Nze.

## Filmographie
- 2003 à 2009 : Kongossa[5], série télévisée
- 2010 : La Pancarte, court métrage
- 2011 : L'Amour du diable[6], long métrage ;
- 2012 : Le Cœur des femmes[7], long métrage
- 2013 : Un mariage à 5, long métrage
- 2014 : La Puissance de la foi, long métrage
- 2015 : La Colère des ancêtres[8],[9], long métrage
- 2016 : Le Prix de la trahison, long métrage
- 2017: Martha la 7épouse[10], long métrage
- 2018 : Le Secret des vierges[11],[12], long métrage
- 2019 : Rédemption, né de nouveau[13], long métrage
- 2021 : Le Silence des femmes[14] long métrage
- 2021: Bien te damer là bas. Podcast Audio
- 2024: Le mal ne vient pas de loi[15]
- 2025 : Le Coeur des hommes[16]